# 小行星9647
小行星9647（英語：9647）是一颗围绕太阳公转的小行星。1995年10月27日，小林隆男在大泉天文台发现了此天体。
这颗小行星的绝对星等为53.08114043664348等。